# Rudolf Golouh
Rudolf Golouh (tudi Golavh), slovenski politik, urednik, novinar in dramatik, * 23. oktober 1887, Koper, † 23. december 1982, Ljubljana.

## Življenjepis
Rodil se je očetu Lavrenciju in materi Marijin (roj. Perenčić). Ker v času njegove mladosti v Trstu še ni bilo slovenskih šol, je obiskoval italijanske. Dokončal je 2. razred gimnazije, nato pa se je posvetil žurnalistiki. Pri 18. letih je postal sodelavec in urednik anarhističnega lista Germinal. Policija je želela narediti konec anarhistični propagandi, zato je Golouha najprej zaprla, nato pa še izgnala iz Trsta. Leta 1910 se je vrnil in se pridružil Jugoslovanski socialno demokratični stranki (JSDS). Sodeloval je pri časopisu Rdeči prapor in urejal tri sindikalna glasila (Železničar, Stavbinski delavec in Kamnarski delavec). Po letu 1910 je bil organizator slovenskie socialne demokracije na Primorskem. Od leta 1913 dalje je objavljal svoje pesmi in v italijanščino prevajal Cankarja in Župančiča. Leta 1915 je postal urednik Zarje, leta 1919 pa urednik dnevnika Naprej! v Ljubljani.
Zavzemal se je za združitev Slovencev v Jugoslaviji kot zvezi enakopravnih narodov, zato se je pridružil skupini Socialistična omladina, ki je izdajala revijo Demokracija (1918–1919).
Po koncu vojne se je začel Golouh politično vzpenjati. Najprej je postal član Narodnega sveta v Trstu, imel je tesne stike z začasno deželno vlado v Ljubljani, bil je v slovenski delegaciji skupaj z Josipom Ferfoljo, zadolžen za jadransko problematiko, leta 1919 se je udeležil mirovne konference v Parizu, po selitvi v Ljubljano pa je zopet delal v JSDS. S somišljeniki je kmalu izstopil iz JSDS in marca 1920 ustanovil prvo komunistično organizacijo v Sloveniji – Delavsko socialistično stranko za Slovenijo. Izdajali so časopis Ujedinjenje, kjer je deloval kot urednik.
Ko se je preselil v Maribor, se je vrnil k socialnim demokratom, ki so ga novembra 1920 izvolili za poslanca v jugoslovansko ustavodajno skupščino. Med letoma 1920 in 1923 ter med 1926 in 1941 je deloval v Mariboru kot novinar (prvi urednik Delavske politike), zadružni organizator in 10 let kot vodja borze dela. Leta 1930 je bil imenovan v prvo sestavo banskega sveta Dravske banovine. Bil je podžupan Maribora (1933–1935). Bil je podpredsednik zadruge Mariborski teden. Sodeloval je v ljudskofrontnem kmečko-delavskem gibanju. Leta 1941 je pred nemškim okupatorjem zbežal v Ljubljano, kjer se je vključil v OF. Po zlomu Italije so ga nemške oblasti aretirale in ga odpeljale v Dachau.
Po vojni je živel v Ljubljani in kot raziskovalec delal v Inštitutu za zgodovino delavskega gibanja. Skupaj z Dušanom Kermavnerjem je uredil zbornik Socialistično gibanje v Sloveniji 1869–1920 (1951) in sodeloval pri 11 knjigah Zbornika o narodnoosvobodilni vojni jugoslovanskih narodov. Leta 1966 je objavil avtobiografsko knjigo Pol stoletja spominov: panorama političnih bojev slovenskega naroda.

## Književno delo
Golouhove  prve pesmi, ki jih je objavil leta 1913, so imele revolucionarno in nacionalno vsebino. Bolj kot pesnik pa je ustvarjal kot dramatik. Napisal je komedijo Komedija sedanjosti in naslednje drame: Kriza (1927), ki je znana po prvih masovnih scenah v slovenskem gledališču in je bila prvič uprizorjena na Delavskem odru v Ljubljani leta 1928; Groteska sedanjosti (1932); Od zore do mraka (1935); Krisalida (1940); Od krize do groteske (1976).
Golouh je prvi, ki je prevajal dela I. Cankarja (Dunajski večeri, Hlapec Jernej) in O. Župančiča (Ob Kvarnerju) v italijanščino.

### Dramatika
- Kriza: Socialna drama v šestih slikah (1927) (COBISS)
- Groteska sedanjosti: Komedija (1932)
- Od zore do mraka: Živalska komedija, basen za odrasle (1935)
- Krisalida: Igra v treh dejanjih (1940) (COBISS)
- Veseli večer točaja bogov: Groteska v treh dejanjih (1966)
- Od krize do groteske (1976) (COBISS)
- Komedija sedanjosti: Komedija

### Knjige in zborniki
- Zveza gospodarskih zadrug za Jugoslavijo (1926) (COBISS)
- Socialistično gibanje v Sloveniji 1869 - 1920 (1951) (COBISS)
- Pol stoletja spominov (1966) (COBISS)
- Zbornik o narodnoosvobodilni vojni jugoslovanskih narodov (11 knjig)

### Članki in druge objave
- Primorska emigracija v Mariboru (1935) (COBISS) Dokument v zbirki Digitalne knjižnice Slovenije.
- Iz zgodovine delavskega gibanja v Ljubljani (1953) (COBISS) Dokument v zbirki Digitalne knjižnice Slovenije.